# جول جوفران (مترو باريس)
جول جوفران (بالفرنسية: Jules Joffrin)‏ هي محطة مترو تابعة لمترو باريس تقع في فرنسا في الدائرة الثامنة عشرة في باريس.[بحاجة لمصدر]